# Lessico emotivo
Il lessico emotivo è l'insieme di "parole con le quali vengono identificate, isolate e distinte le differenti forme di vissuti emotivi e affettivi, nei diversi linguaggi umani". Consiste nell'insieme dei termini del vocabolario che vengono utilizzati per riferirsi alle emozioni proprie e altrui. Attraverso il lessico emotivo è possibile attribuire un'etichetta linguistica ai diversi stati emotivi ed esprimere un'ampia gamma di emozioni, da quelle primarie a quelle miste più complesse. Il linguaggio riferito alle emozioni è uno strumento fondamentale per esplorare e dare significato ai propri stati interni ma anche per la comprensione delle emozioni dell'altro e per la comunicazione intersoggettiva di questi stati.

## Lessico e competenza emotiva
Il lessico emotivo è parte della competenza emotiva, ovvero l'abilità di affrontare in maniera funzionale le proprie emozioni e quelle altrui nell'ambito della vita quotidiana, mantenendo o modificando in modo adeguato e socialmente appropriato gli scambi con l'ambiente. La competenza emotiva presenta tre dimensioni: espressione delle emozioni, comprensione delle emozioni e regolazione delle emozioni. La capacità di usare un adeguato vocabolario emotivo consente quindi non soltanto di comunicare le proprie esperienze emotive, ma anche di comprendere, elaborare e integrare le proprie rappresentazioni mentali con quelle degli altri e mettere in atto strategie di regolazione delle emozioni per agire in modo adattivo nell'ambiente sociale.

### Sviluppo del lessico emotivo nei bambini
Lo sviluppo del vocabolario delle emozioni inizia nella prima infanzia e, a partire dai due anni, i bambini sono in grado di produrre termini ed espressioni linguistiche che fanno riferimento a stati mentali propri e altrui. Nel vocabolario del bambino compaiono, in funzione dell'età, termini a complessità crescente: inizialmente i bambini hanno concetti di emozione ampi e basati sulla valenza (ad esempio, sentirsi bene o male) e utilizzano etichette delle emozioni che fanno riferimento al proprio stato emotivo. Successivamente, i concetti delle emozioni sono gradualmente differenziati e iniziano a essere utilizzate anche etichette che fanno riferimento alle emozioni degli altri. Alcuni concetti di emozione come felicità, rabbia e tristezza sono ben sviluppati entro la fine dell'età prescolare mentre altri, ad esempio, paura, sorpresa, disgusto, senso di colpa e orgoglio, non sono completamente acquisiti fino all'età scolare o all'adolescenza.

### Sviluppo del lessico emotivo in adolescenza
L'adolescenza viene spesso indicato come un periodo critico della vita durante il quale avvengono significative transizioni psicosociali, nelle quali la competenza emotiva svolge un ruolo essenziale. Le ricerche più recenti sul lessico emotivo in adolescenza hanno messo in evidenza come lo sviluppo del vocabolario delle emozioni prosegua oltre l'infanzia sia per quanto riguarda la comprensione sia la produzione dei termini utilizzati per le emozioni.
Gli studi sulla produzione dei referenti emotivi indicano che il lessico emotivo degli adolescenti subisce uno sviluppo attivo, diventando più ampio e complesso e sofisticato con l'età, aumentando in varietà, specificità e intensità. Per quanto riguarda l'ampiezza, gli adolescenti utilizzano termini appartenenti a una vasta gamma di domini semantici per esprimere gli stati d'animo: oltre a produrre etichette specificatamente riferite alle emozioni, utilizzano una varietà di termini riferiti a reazioni fisiche, esperienze sociali, tratti di personalità, attività specifiche e descrittori metaforici per esprimere gli stati emotivi. Questa mescolanza dei termini è stata identificata come la caratteristica tipica della rappresentazione linguistica delle emozioni in questa fase dello sviluppo. Crescendo, le rappresentazioni linguistiche delle emozioni diventano sempre più differenziate e specifiche e gli adolescenti più grandi producono etichette emotive più pertinenti rispetto ai più giovani. Inoltre, gli adolescenti generano più termini per le categorie emotive ad alta eccitazione (felice, arrabbiato e nervoso) rispetto alle categorie a bassa eccitazione (rilassato, triste). In adolescenza non viene però raggiunta completamente la rappresentazione soggettivo/esperienziale di quelle che possono essere le cause elicitanti un'emozione (ad esempio aspirazioni e bisogni individuali) che vengono percepite più come esterne e relative al contesto.
La comprensione dei termini del lessico emotivo sembra invece avere solo un modesto incremento in adolescenza. Tra i 13 e i 16 anni la comprensione del vocabolario emotivo continua a crescere ma più lentamente rispetto all'infanzia, dove il numero di termini emotivi compresi raddoppia tra i 4 e gli 8 anni e raddoppia ancora tra i 9 e i 12 anni. I cambiamenti nella comprensione dei termini utilizzati per riferirsi alle emozioni sembra quindi assestarsi nella prima adolescenza.

### Differenze di genere nel lessico emotivo in adolescenza
Le ragazze generano un maggior numero di etichette e mostrano vocabolari emotivi più ampi di ragazzi, in linea con altri studi che riportano spesso un vantaggio femminile nella complessità emotiva e nella differenziazione del linguaggio delle emozioni.

## Il lessico emotivo nella psicopatologia: disturbi internalizzanti ed esternalizzanti
Possedere un adeguato lessico emotivo è indispensabile per lo sviluppo di una ottimale competenza emotiva, la quale in accordo con Steiner (1999) richiede la capacità di comprendere e dare significato alle emozioni proprie e altrui e di saperle esprimere in modo produttivo e adeguato ai diversi contesti. La regolazione emotiva è la capacità di tollerare affetti negativi intensi e prolungati bilanciandoli con affetti di tono positivo in modo autonomo Inoltre, grazie alla mentalizzazione e alla funzione riflessiva, gli individui con una buona competenza emotiva sono in grado di identificare ed etichettare gli stati emotivi propri e di altri. La capacità di rappresentare simbolicamente attraverso un codice linguistico le emozioni, ha importanti implicazioni per lo sviluppo dell'autoconsapevolezza e per la regolazione dell'esperienza emozionale, elicitando l'abilità di discriminare in maniera sempre più accurata le diverse emozioni. Inoltre, dal momento che il linguaggio permette anche di organizzare le risposte di autoregolazione, un buon lessico emotivo permette di aumentare la gamma e l'adeguatezza di tali risposte all'interno del proprio contesto sociale. Infatti è sempre più evidente una forte associazione tra l'adeguatezza della comunicazione emotiva dei bambini con le loro famiglie e le successive abilità sociali come empatia e prosocialità che si sviluppano nell'ambito della condivisione sociale dell'emozione esperita, il che presuppone un'ottimale capacità di comunicare sulle emozioni.
La condivisione sociale (social sharing) è un'ulteriore forma di regolazione affettiva perché permette una ristrutturazione cognitiva dell'esperienza e la arricchisce di significato. Inoltre contribuisce a un buon funzionamento socioemotivo, incrementando la competenza sociale e accademica. Tra gli adolescenti per esempio una buona comprensione emotiva è legata a un maggiore benessere, alla costruzione di relazioni di qualità superiore e a meno comportamenti non salutari come il consumo di tabacco e alcol.
Tuttavia particolari transizioni tra gli individui e i loro ambienti possono compromettere le traiettorie di sviluppo di un adeguato lessico emotivo, con effetti a cascata sulla regolazione emotiva e sulle risposte comportamentali. La disregolazione emotiva è alla base di un particolare funzionamento di personalità, che si estende lungo un continuum dal normale al patologico, che prende il nome di alessitimia: letteralmente significa mancanza di parole per le emozioni e si riferisce a tutti quegli individui con una difficoltà a discriminare le emozioni le une dalle altre e dalle loro sensazioni somatiche, con un lessico emotivo limitato e dunque una difficoltà a comunicare verbalmente le emozioni, con un'attività fantasmatica deficitaria e uno stile cognitivo orientato all'esterno. Emerge anche una compromissione dell'integrazione dei fattori cognitivi ed emotivi che determina un deficit della consapevolezza soggettiva e dell'elaborazione delle emozioni. Pertanto i soggetti alessitimici risultano deficitari nella componente psicologica dell'emozione (feelings): sperimentano a livello fisiologico l'emozione (emotions) ma non hanno gli strumenti per rappresentarla e renderla consapevole. I loro vissuti emotivi vengono quindi regolati ricorrendo necessariamente a oggetti esterni o acting comportamentali (autolesionismo, uso di sostanze, somatizzazioni, disturbi alimentari, disorganizzazione comportamentale).
In numerose ricerche sono stati riscontrati alti livelli di alessitimia in soggetti con attaccamento insicuro, cresciuti in un ambiente familiare nel quale non è stata sviluppata la capacità di mentalizzare sugli stati affettivi propri e dell'altro, a causa di un caregiver non disponibile a riflettere sui bisogni del bambino e a contenerli e nominarli. Tipicamente, questo accade nel caso di entrambe le tipologie di attaccamento insicuro: il bambino con attaccamento evitante (Avoidant, A) tendono a sopprimere la risposta emotiva, spesso a causa di una reiterata esperienza di indisponibilità a parte del caregiver. Il bambino con attaccamento ambivalente-resistente (Coercitive, C), al contrario esaspera la risposta emotiva interagendo con un caregiver disponibile di cure in maniera incostante. All'estremo, i bambini con attaccamento disorganizzato, falliscono nel tentativo di organizzare una strategia che permette loro di mantenere una vicinanza fisico-emotiva con il caregiver, alternando reazioni ansiose ed evitanti. In tutte queste tre tipologie di attaccamento descritte, seppur con livelli di gravità diversi, il genitore, nell'ambino della relazione diadica precoce, non riesce a comprendere gli stati affettivi del bambino, fallendo nel suo ruolo di regolatore esterno e non permettendo il passaggio dall'eteroregolazione all'autoregolazione. Il bambino quindi non è in grado di costruire una rappresentazione mentale di un'emozione: ne consegue un deficit di espressione verbale e simbolica, che compromette la possibilità di comprenderla e poi regolarla.
L'emozione viene quindi vissuta come soverchiante e impossibile da controllare. Molti studi sul lessico emotivo in adolescenti provenienti da contesti familiari di abuso, maltrattamento e trascuratezza fanno emergere una chiara difficoltà genitoriale a regolare le emozioni, in particolare quelle negative: questi adolescenti pertanto producono meno parole per descrivere i propri stati mentali, specie la rabbia e hanno meno capacità di identificarli e regolarli. Lo scarso lessico emotivo media il legame tra contesto trascurante e disregolazione comportamentale: l'acting out diventa l'unica strategia, seppur disfunzionale, per esprimere i propri vissuti emotivi non altrimenti regolabili con il linguaggio. Questi bambini e adolescenti sviluppano quindi disturbi esternalizzanti o, più raramente, disturbi internalizzanti. Nel primo caso si tratta di comportamenti che testimoniano una difficoltà nel controllare impulsività e aggressività nei confronti degli altri, specie dei pari, nelle situazioni di disagio e frustrazione impossibili da gestire e regolare. Nel DSM-5 si parla di Disturbi del comportamento dirompente, del controllo degli impulsi e della condotta. In particolare si fa riferimento ai seguenti: Disturbo esplosivo intermittente, Disturbo della condotta, Disturbo oppositivo-provocatorio. Tra i disturbi del neurosviluppo troviamo invece il Disturbo da deficit di attenzione e iperattività (ADHD). Nel secondo caso invece, si tratta di comportamenti più difficili da notare proprio perché i soggetti tendono a regolare i propri stati emotivi in modo eccessivo e inappropriato, ipercontrollante e la sintomatologia esperita viene mantenuta all'interno. Sono frequentemente riscontrati disturbi dello spettro ansioso, depressivo, comportamenti autolesivi e ideazione suicidaria. Lo studio di O'Kearney e MR Dadds (2005), ha indagato le differenze di lessico emotivo in un gruppo di 54 adolescenti tra i 13 e i 17 anni che soddisfacevano i criteri diagnostici per un disturbo primario internalizzante o esternalizzante, presupponendo che tale differenza derivi dai differenti meccanismi di regolazione emotiva che caratterizzano i due cluster sintomatologici. I risultati di questo studio mettono in luce un chiaro deficit di lessico emotivo in entrambi i gruppi clinici emerso nel confronto con il gruppo di controllo non clinico: infatti risulta essere meno complesso e caratterizzato da un minore numero di parole emotive semanticamente specifiche, specialmente se legate a emozioni negative come rabbia, tristezza e paura.
Nello specifico, gli adolescenti internalizzanti mostrano una carenza di lessico emotivo, mentre si ipotizzava che il loro deficit fosse circoscritto solo alla conoscenza delle strategie di regolazione emozionale. Mostrano invece una scarsa specificità di termini emotivi in risposta a una minaccia di critica e giudizio da parte di altri. Inoltre risultano essere meno propensi rispetto agli adolescenti esternalizzanti a utilizzare il lessico relativo alla rabbia, la quale viene invece spesso descritta con parole di tristezza, specialmente quando c'è una sovrapposizione tra le due. Dunque c'è una preferenza a utilizzare referenti emotivi inner-directed (tristezza) ma al contempo costruiscono una rappresentazione di tali emozioni legata ai domini situazionali esterni. Risultano essere ipercognitivi, ovvero maggiormente focalizzati sulla componente cognitiva (sentirsi pieni di dubbi e apprensivi), piuttosto che sulla componente affettiva immediata di un'emozione negativa. Risultano inoltre uno scarso coinvolgimento e una ridotta intensità del vissuto emotivo.
Gli adolescenti esternalizzanti al contrario presentano un lessico emotivo relativo alla rabbia e alla tristezza maggiormente outerdirected, le loro emozioni negative vengono esperite come maggiormente intense e coinvolgenti ma nel complesso riescono a focalizzarsi maggiormente sulla componente affettiva immediata (mi sento arrabbiato o spaventato). Alla base della loro disregolazione comportamentale c'è un vissuto pervasivo di emozioni negative come la rabbia, che vengono proiettate verso l'esterno. Inoltre ciò che risulta deficitario è l'abilità di saper distinguere tra l'emozione esperita e la possibilità di esprimerla a livello comportamentale nella maniera più adeguata al contesto in atto: non riescono a dissimulare l'emozione provata e dunque non controllano la loro risposta comportamentale. Le emozioni come la paura, la vergogna, la tristezza sono considerate un'espressione di vulnerabilità: se le esperiscono in prima persona tendono a inibirle oppure vi reagiscono con aggressività se vengono sperimentate da altri. Questo compromette significativamente anche la loro risposta empatica. L'empatia e il perspective-taking tendono a rimanere gravemente deficitari anche nella tarda adolescenza, quando una parte di questi ragazzi può sviluppare un franco disturbo di personalità, specie antisociale: è una modalità di funzionamento mentale e comportamentale caratterizzata da una violazione pervasiva delle regole sociali della comunità di appartenenza, dall'arrecare danni agli altri, dal minimizzare l'entità e le conseguenze delle loro azioni e da una scarsa o assente capacità empatica.

## Il lessico emotivo in soggetti con sindrome di Down
Nel contesto dell'educazione inclusiva, i bambini con disabilità intellettuali devono avere adeguate capacità socio-emotive per stabilire interazioni positive con i loro coetanei e insegnanti. Tuttavia, le limitazioni nelle abilità interpersonali tipiche della disabilità intellettiva e l'adattamento socio-emotivo nelle scuole tradizionali rappresentano una sfida per questi bambini e adolescenti
La sindrome di Down (DS) è la causa genetica più comune di disabilità intellettiva. I bambini con DS sono generalmente considerati caldi e socievoli e sono noti per essere abili nello stabilire relazioni con gli altri. Tuttavia, la letteratura sullo sviluppo socio-cognitivo nei DS rivela sottili differenze qualitative rispetto allo sviluppo tipico durante l'infanzia che potrebbero avere un impatto negativo sul successivo sviluppo delle relazioni interpersonali (difficoltà emotive e comportamentali).
Un adeguato riconoscimento delle espressioni facciali emotive, compromesso nei bambini con sindrome di Down, ha un ruolo cruciale nell'adattamento interpersonale. In particolare, nonostante i bambini con sindrome di Down mostrino un notevole interesse verso i volti, mostrano difficoltà a riconoscere alcune emozioni (come paura, rabbia, sorpresa) che potrebbe implicare problemi di etichettamento degli stimoli emotivi, dal momento che, se valutati tramite stimoli non verbali (ad esempio vocalizzazioni emotive) non mostrano un riconoscimento delle emozioni deficitario. La maggior parte dei bambini con DS ha infatti gravi ritardi linguistici e, anche quando il livello linguistico è controllato, un deficit nel vocabolario emotivo può svantaggiarli nei compiti di riconoscimento delle emozioni.
I risultati degli studiportano a chiedersi bambini con sindrome di Down hanno davvero un deficit nel riconoscere l'emozione espressa dal viso o piuttosto una debolezza nella comprensione delle parole emotive. La disponibilità di parole emotive migliora infatti il riconoscimento delle espressioni facciali emotive in termini di precisione e velocità
Inoltre, Tingley et al. (1994) ha dimostrato che il discorso delle madri ai bambini con DS ha meno termini emotivi (di stato interno) rispetto al discorso delle madri di bambini TD, il che comporterebbe in questi bambini una gamma inferiore di parole emotive.

## Il lessico emotivo in soggetti con sindrome di Williams
La competenza emotiva predice il successo e la competenza sociale dei bambini e include non solo il riconoscimento e la comprensione di certe emozioni, ma anche quando e come queste vengono espresse (es. il numero di parole emotive che i bambini utilizzano quotidianamente con i loro compagni nelle interazioni quotidiane predice la loro popolarità). Inoltre, lo sviluppo emotivo e la sua espressione predice la risoluzione dei conflitti tra amici in bambini con sviluppo tipico ed è più probabile che bambini che esprimono emozioni felici abbiano condotte pro-sociali e siano apprezzati dai loro compagni, rispetto a quelli che comunicano emozioni negative come paura e tristezza.
La sindrome di Williams è un disturbo del neurosviluppo raro (con origine genetica) caratterizzato da un profilo cognitivo non uniforme con buone abilità verbali e di riconoscimento facciale e difficoltà nelle abilità visuospaziali, numeriche e di pianificazione, da una peculiare conformazione del viso (descritto come "elfino") e un Q.I. mediamente tra 50 e 70.
Dal punto di vista comportamentale i soggetti con WS mostrano estrema amichevolezza e un comportamento sociale overt caratterizzato da ipersocievolezza (sia negli adulti sia nei bambini), con poca paura degli estranei e una maggiore risposta positiva a volti non familiari rispetto ai controlli. Tendono ad avvicinarsi agli estranei indipendentemente dalle espressioni facciali negative (es. un cipiglio), suggerendo che prestano meno attenzione alle caratteristiche facciali.
Tuttavia, anche se le persone con sindrome di Williams sono caratterizzate da eccessivo desiderio per il contatto sociale, hanno poche amicizie tra i loro coetanei e un livello elevato di ansia generalizzata, soprattutto riguardo alle nuove situazioni. Questa contraddizione non è stata ben compresa, ma l'utilizzo delle parole emotive potrebbe rappresentare una possibile spiegazione.
Le ricerche dimostrano che soggetti con WS producono un numero di parole emotive comparabile ai partecipanti con sviluppo normotipico abbinati all'età. Tuttavia, sembrano esprimere più emozioni negative, probabilmente a causa dei maggiori livelli di ansia, preoccupazione e empatia che li portano a interpretare con apprensione eventi neutri oppure per una minore accuratezza nel riconoscimento delle emozioni e delle loro cause esterne.
L'espressione di emozioni tristi e di paura influenza la creazione e il mantenimento di amicizie con i coetanei, gli atteggiamenti positivi (ad esempio, sorridere) verso gli altri creano piacere reciproco, cooperazione e sentimento di appartenenza, mentre gli atteggiamenti negativi hanno maggiori probabilità di allontanare gli altri e rendere le persone meno cooperative. L'uso atipico delle parole emotive potrebbe potenzialmente spiegare perché i bambini con WS hanno problemi a stabilire e mantenere relazioni con i coetanei.
Un altro aspetto fondamentale nel riconoscimento delle emozioni è l'integrazione contestuale, una capacità di comprensione automatica e di base che richiede la percezione della configurazione globale e degli elementi locali. I disturbi dello neurosviluppo sono caratterizzati da una percezione visuospaziale con più focalizzazione locale e minor attenzione alle caratteristiche globali dello stimolo. Ciò causa atipicità cognitiva rispetto ai soggetti con sviluppo tipico, compresa un'elaborazione atipica del viso e un conseguente riconoscimento atipico delle emozioni. Queste menomazioni potrebbero causare deficit nella teoria della mente e della cognizione sociale.
L'emozione è profondamente associata alla comunicazione sociale e può essere mediata attraverso modalità visive e uditive, come l'espressione facciale, la voce e il linguaggio del corpo. Il riconoscimento delle emozioni è un elemento essenziale nella comprensione degli stati mentali degli altri ed è legato alla teoria della mente.
La letteratura indica una conoscenza asimmetrica e atipica del linguaggio emotivo nelle persone con WS. In particolare, sembra particolarmente difficile e ritardato il riconoscimento delle emozioni negative. Inoltre, il riconoscimento delle emozioni neutre appare deviante e ambiguo: quando alle persone con WS è stato chiesto di etichettare le emozioni verbalmente (rabbia, paura, felicità, tristezza, sorpresa e neutralità), hanno confuso i volti paurosi e sorpresi con volti neutri. Le persone con WS hanno mostrato una minore precisione e tempi di reazione più lunghi nel riconoscere gli eventi emotivi rispetto ai controlli. Gli eventi positivi erano le emozioni più facili da riconoscere e a cui rispondevano più rapidamente e in modo più accurato, mentre gli eventi neutri erano l'emozione più difficile da riconoscere ed erano identificati più lentamente e meno accuratamente dagli individui con WS.
Questa atipicità si traduce in difficoltà nelle persone con WS nell'inferire i desideri, le credenze e le intenzioni degli altri, e indica un deficit nella teoria della mente. Inoltre, le persone con WS raramente esprimono emozioni facciali negative e spesso si impegnano nel sorridere e nel contatto visivo con gli altri. Queste risposte sociali atipiche a loro volta influenzano il riconoscimento delle emozioni da parte degli individui con WS.

## Il lessico emotivo in soggetti con autismo
L'autismo si pone all'interno della categoria dei disturbi generalizzati dello sviluppo e tra le diverse caratteristiche di questa condizione possiamo includere una compromissione qualitativa della comunicazione, oltre che compromissioni qualitative dell'interazione sociale e comportamenti stereotipati e ripetitivi.
Possiamo, per semplificare, suddividere disturbi dello spettro autistico in due macro categorie:
- Autismo ad alto funzionamento: in cui rientrano autismo atipico e sindrome di Asperger) in cui il Q.I. maggiore di 70, linguaggio preservato, ma con atipie e difficoltà a iniziare interazioni, presenza di autonomia (con una certa variabilità individuale dipendente da numerosi fattori), scarso interesse per le relazioni sociali e presenza di rituali e comportamenti ripetitivi.
- Autismo a basso funzionamento, caratterizzato da una costellazione di caratteristiche, generalmente con un Q.I. inferiore a 70 ed evidenti difficoltà nel linguaggio. Vi è scarsa autonomia, ridotte capacità mentali, comportamenti ripetitivi difficili da interrompere e difficoltà marcata nell'iniziare interazioni sociali.
Studi sull'autismo hanno analizzato l'aspetto della prosodia emotiva, un aspetto pragmatico del linguaggio, che si concretizza nel tono, intensità e velocità del parlato: segnali che veicolano importantissime informazioni all'interno di uno scambio comunicativo.
La prosodia nei soggetti affetti da disturbo dello spettro autistico appare monotona, pedante, piatta e anormalmente modulata. La produzione della prosodia è collegata alla valutazione del funzionamento sociale e comunicativo.
Vi è una mancata corrispondenza tra:
- Parole pronunciate
- Contesto in cui esse vengono pronunciate
- Prosodia utilizzata dal parlante
A tal proposito Shriberge et al. evidenziano come i parlanti con ASD hanno deficit marcati nella prosodia e che tale comportamento sembra essere associato più a processi pragmatici e affettivi che a problemi con le funzioni grammaticali della prosodia.
Tuttavia un aspetto da tenere in considerazione è che, a oggi, gli studi hanno prodotto risultati contrastanti, probabilmente anche a causa delle diverse metodologie utilizzate (vi è un'ampia variabilità nelle metodologie dovuta anche alla complessità dell'oggetto di studio).
Boucher, Lewis e Collis (2000), ad esempio, hanno rilevato che i bambini con autismo eguagliavano i loro coetanei nella capacità di etichettare sei emozioni di base, basandosi sulla prosodia emotiva di una singola parola, pur essendo deficitari nell'abbinare le emozioni espresse prosodicamente con fotografie di volti emotivi.
Ulteriori spunti da tenere in considerazione derivano da due studi:
- Grossman (2010): In uno studio sulla prosodia lessicale ed emotiva in bambini con ASD rilevarono che In frasi studiate per eliminare il contenuto semantico i bambini affetti da ASD hanno prodotto risultati sovrapponibili a quelli del gruppo di controllo nella percezione della prosodia emotiva
- Brennand, Schepman e Rodway (2011) i quali hanno testato la capacità dei bambini con ASD di riconoscere le emozioni di base attraverso la prosodia emotiva.
Quando queste venivano presentati in "pseudofrasi" prive di contenuto semantico, i bambini con ASD ottenevano punteggi sovrapponibili a quelli del gruppo di controllo.
Le evidenze provenienti da questi studi possono far pensare che, nei disturbi dello spettro autistico, vi sia almeno una capacità di base nell'interpretazione della prosodia emotiva.
Uno studio prodotto da Sandrine Le Sourn-Bissaoui ha analizzato più nel dettaglio questo aspetto: ai soggetti venivano presentate due condizioni, una in cui la prosodia era presentata all'interno di un contesto discrepante da essa, e un'altra in cui la prosodia veniva presentata isolata, attraverso una frase incomprensibile. Lo scopo principale dello studio era quello di analizzare il ruolo della prosodia emotiva nella comprensione di un discorso emotivo da parte di bambini con ASD in due situazioni diverse:
1) quando la prosodia viene presentata da sola;
2) quando la prosodia era immersa in un contesto situazionale.
Lo studio è stato condotto mediante un paradigma computerizzato (per un'analisi dettagliata dello stesso si rimanda all'articolo citato in bibliografia) ed evidenziava la presenza di un bias contestuale quando il contesto era discrepante dalla prosodia: la maggior parte dei soggetti tendeva, in questa condizione, ad affidarsi maggiormente al contesto nell'inferenza delle intenzioni del parlante anziché sulla prosodia emotiva, anche se erano in grado di interpretare la prosodia emotiva quando non era immersa in un contesto. Sia i partecipanti con ASD sia il gruppo di controllo mostravano lo stesso pattern di elaborazione, dando meno risposte basate sulla prosodia quando questa era immersa in un contesto discrepante, tuttavia il bias contestuale era più evidente in persone con ASD, soprattutto quando la prosodia era positiva e il contesto negativo.
È stato inoltre evidenziato un bias negativo, in virtù del quale i soggetti fornivano risposte basate sulla prosodia quando il contesto era positivo e la prosodia era negativa. A tal proposito si evidenzia come il bias negativo sia un fenomeno presente nella popolazione adulta a sviluppo tipico, laddove spesso nell'esprimere giudizi, tendiamo a basarci maggiormente sulle informazioni negative.
È stata proposta anche la spiegazione di un deficit nell'elaborazione inferenziale.
Nello studio i partecipanti con ASD fornivano meno risposte basate sulla prosodia e non seguivano la stessa traiettoria di sviluppo seguita dal gruppo di controllo, come il passaggio, in adolescenza (che generalmente avviene intorno ai 9 anni) in cui la prosodia inizia ad assumere maggior peso rispetto al contesto nell'interpretazione delle intenzioni di un parlante. Gli adulti, infatti, tendono generalmente a basarsi sulla prosodia emotiva.
I partecipanti con ASD avevano difficoltà nel comprendere il discorso emotivo e fallivano a trarre inferenze appropriate in un contesto discrepante. Tuttavia non avevano un deficit nell'elaborazione della prosodia, poiché quando non vi era alcun contesto, essi riuscivano nel compito ottenendo risultati simili al gruppo di controllo. I risultati dimostrano che le difficoltà esperite da persone con ASD nell'interpretare un discorso emotivo dipendono da una loro difficoltà a trarre inferenze appropriate, specialmente in ambienti con molti stimoli, che si manifesta soprattutto nella prosodia positiva nello studio (contesto negativo e prosodia positiva), perché ciò implicava l'inibizione dello stimolo più saliente (il contesto negativo).